# Lacquy
Lacquy is een gemeente in het Franse departement Landes (regio Nouvelle-Aquitaine) en telt 226 inwoners (2005). De plaats maakt deel uit van het arrondissement Mont-de-Marsan.

## Geografie
De oppervlakte van Lacquy bedraagt 19,3 km², de bevolkingsdichtheid is 11,7 inwoners per km².
De onderstaande kaart toont de ligging van Lacquy met de belangrijkste infrastructuur en aangrenzende gemeenten.

## Demografie
Onderstaande figuur toont het verloop van het inwonertal (bron: INSEE-tellingen).